# Ich Troje
Ich Troje è un gruppo musicale polacco pop fondato nel 1995 da Michał Wiśniewski e Jacek Łągwa. Il nome del gruppo può essere tradotto in "Tre di loro".

## Storia
Dal 2000, gli Ich Troje sono stati uno dei più popolari gruppi musicali polacchi. Hanno venduto 1,5 milioni di dischi dal giugno del 2001. Negli ultimi due anni gli Ich Troje hanno fatto più di 300 concerti.
Hanno rappresentato la Polonia all'Eurovision Song Contest 2003 con Keine Grenzen-Żadnych granic (tradotto "No frontiere") cantata in (polacco, tedesco, e russo). La canzone si classificò settima.
Nel 2006, hanno rappresentato di nuovo la Polonia all'Eurovision Song Contest 2006 con Follow My Heart, assieme a O-Jay che fa parte del gruppo dance Real McCoy. Il gruppo però non riuscì ad accedere alla serata finale.

## Membri
- Michał Wiśniewski (dal 1995)
- Jacek Łągwa (dal 1995)
- Justyna Panfilewicz (dal 2011)

### Ex membri
- Magda Femme (1995-2001)
- Justyna Majkowska (2001-2003)
- Anna Wiśniewska (2003-2010)
- Jeanette Vik (2010-2011)

## Discografia
- 1996 - Intro
- 1997 - ITI CD
- 1999 - The Best Of...
- 1999 - 3
- 2000 - 3 (reedycja)
- 2001 - Ad. 4
- 2002 - Po piąte... a niech gadają
- 2003 - The best of ich troje
- 2004 - 6-ty ostatni przystanek
- 2006 - 7 grzechów głównych
- 2008 - Ósmy obcy pasażer
- 2017 - Pierwiastek z dziewięciu
- 2022 - Projekt X